# Esterlet

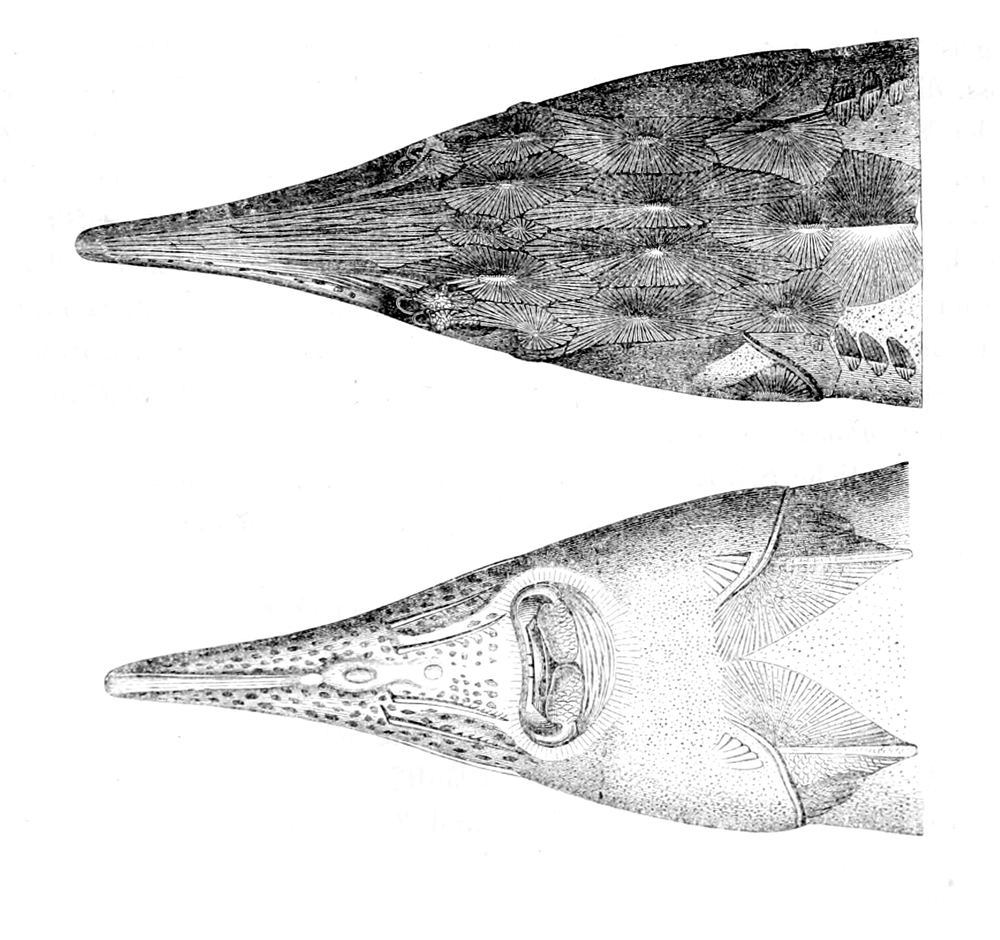
Il·lustració del 1858

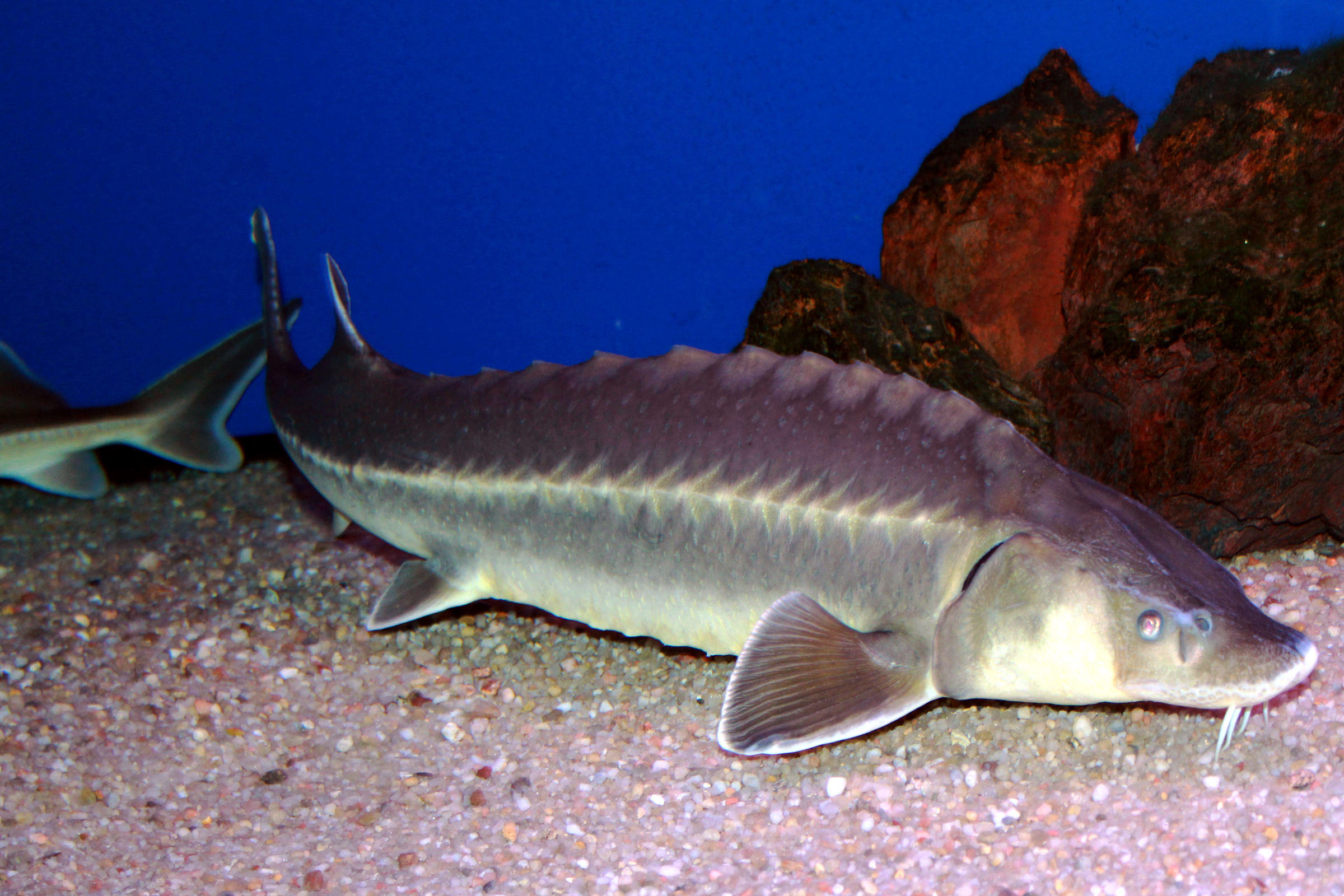
Exemplar en un aquàrium de Praga

L'esterlet (Acipenser ruthenus) és una espècie de peix pertanyent a la família dels acipensèrids.

## Descripció
- Pot arribar a fer 125 cm de llargària màxima (normalment, en fa 40) i 16 kg de pes.
- 13 espines i 28 radis tous a l'aleta dorsal.
- 9 espines i 14-18 radis tous a l'aleta anal.
- El llom i els costats són de color beix.[3][4][5]

## Hàbitat
És un peix d'aigua dolça i salabrosa, demersal, potamòdrom i de clima temperat (72°N-40°N, 12°E- 103°E).

## Distribució geogràfica
Es troba a Euràsia: Sibèria (des del riu Obi fins al Ienissei) i els rius que desguassen al mars Negre, Azov i Caspi. A més, ha estat introduït a Alemanya, Letònia, Lituània i Suècia.

## Longevitat
Pot assolir els 20 anys.

## Estat de conservació
A nivell general, la sobrepesca (sobretot, per la seua carn) i la construcció de preses (la qual es va iniciar a la dècada del 1930 i que va comportar la pèrdua de zones de fresa al llarg de tota la seua àrea de distribució) són les principals amenaces d'aquesta espècie. A més, la contaminació de l'aigua (produïda pel petroli, els fenols, els bifenils policlorats i el mercuri) a les conques del Volga i siberianes és també un problema.

## Observacions
És inofensiu per als humans.